# Конституційні акти незалежної Карпатської України

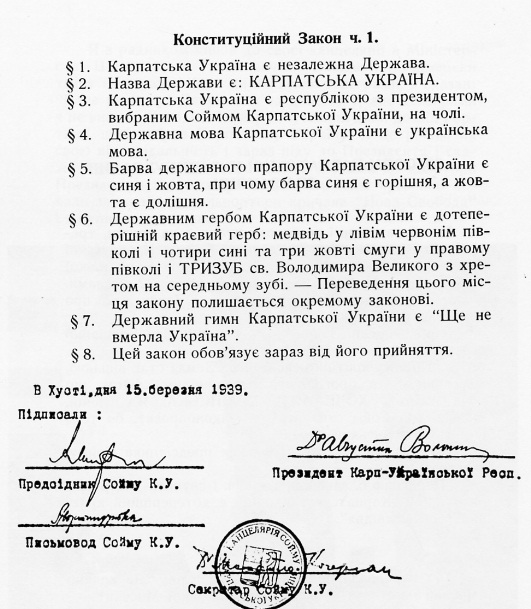
Конституційний закон №1

Конституційні акти незалежної Карпатської України — два ухвалені 15 березня 1939 року соймом Карпатської України конституційні закони — «Закон число 1» і «Закон число 2», що визначали окремі основи державного ладу проголошеної на території Закарпаття (колишнього Підкарпаторуського краю Чехословаччини) незалежної держави. 

## Закони
«Закон число 1» містив вісім статей, у них проголошувалися і визначалися, відповідно: 
1. Незалежність держави.
2. Назва держави.
3. Форма правління — республіка на чолі з президентом, обраним соймом.
4. Статус української мови як державної.
5. Барви державного прапора — синя (горішня) і жовта (долішня).
6. Державний герб — колишній крайовий герб, доповнений двома новими елементами, а саме тризубом і хрестом — «ведмідь у лівім червонім півполі і чотири сині та три жовті смуги у правому півполі і тризуб св. Володимира Великого з хрестом на середньому зубі» (ця стаття передбачала також ухвалення окремого закону про державний герб).
7. Державним гімном — «Ще не вмерла Україна» (без вказівки на авторів слів і мелодії).
8. Що закон набуває чинності з моменту його ухвалення.

«Закон число 2» передбачав надання уряду повноваження видавати за згодою президента тимчасові розпорядження з силою закону. Ці розпорядження не могли містити змін конституційних законів і мали бути внесені як законопроєкти на найближче засідання сейму, інакше втрачали юридичну силу. Закон набував чинності з моменту його ухвалення. 
Обидва закони лише окреслили головні атрибути державності і не містили конституційних норм про правовий статус особи й громадянина, організацію центральних (крім вищих) і місцевих органів влади, здійснення правосуддя тощо. У першому законі закріплювалася назва новопроголошеної держави «Карпатська Україна», а в другому — натомість вживалася назва «Карпато-Українська Республіка». Подальшого розвитку ці конституційні акти не набули у зв'язку з окупацією Закарпаття угорськими військами.